# Anita Berber
Anita Berber   (Leipzig, 10 de juny de 1899 - Berlín, 10 de novembre de 1928) va ser una ballarina, actriu i escriptora alemanya que va viure durant l'època de la República de Weimar. Va ser pintada per Otto Dix.

## Biografia
Va néixer a Leipzig, filla de Felix Berber, primer violinista de l'Orquestra Municipal, i la seva dona, Lucie Berber, cantant i ballarina de cabaret, que més tard es va divorciar quan Anita tenia quatre anys. Berber va ser criada principalment per la seva àvia a Dresden. El 1913 va estudiar dansa a l'escola d'Émile Jaques-Dalcroze, a Hellerau, que incloïa entrenaments de gimnàstica rítmica, harmonia i música. L'any següent Anita Berber marxà a estudiar ballet a Berlín amb Rita Sacchetto. Als 16 anys va debutar com a ballarina de cabaret i actuà als més famosos cabarets del Berlín de postguerra: l'Apol·lo, el Nelson, el Weisse Mausi... Al 1917 treballava com a model de moda per la revista Die Dame.

## Actriu i ballarina
Entre 1918 i 1925 va aparèixer en vint-i-cinc films. Richard Oswald la va contractar per diverses de les seves pel·lícules. El 1920 va aparèixer al costat dels dadaistes en un cabaret polític anomenat Schall und Rauch.
Escandalosament andrògina, ràpidament es va fer un nom. Portava maquillatge de ballarí pesat, que en les fotos i pel·lícules en blanc i negre de l'època es veia com un pintallavis de color negre pintat a la part dels seus llavis prims en forma de cor i ulls carbonitzats. Els cabells de Berber es tallaven a la moda en un curt bob i sovint eren de color vermell brillant, com el 1925 quan el pintor alemany Otto Dix la va pintar en el Retrat de la ballarina Anita Berber.
Les danses de Berber, que portaven noms com «Cocaïna», «Suïcidi» i «Morphium», van trencar límits amb la seva androgínia i la seva nuesa total. Interpretava coreografies sobre els temes més terribles, desafiant els tabús socials, i esperava que el públic comprengués les seves al·legories.

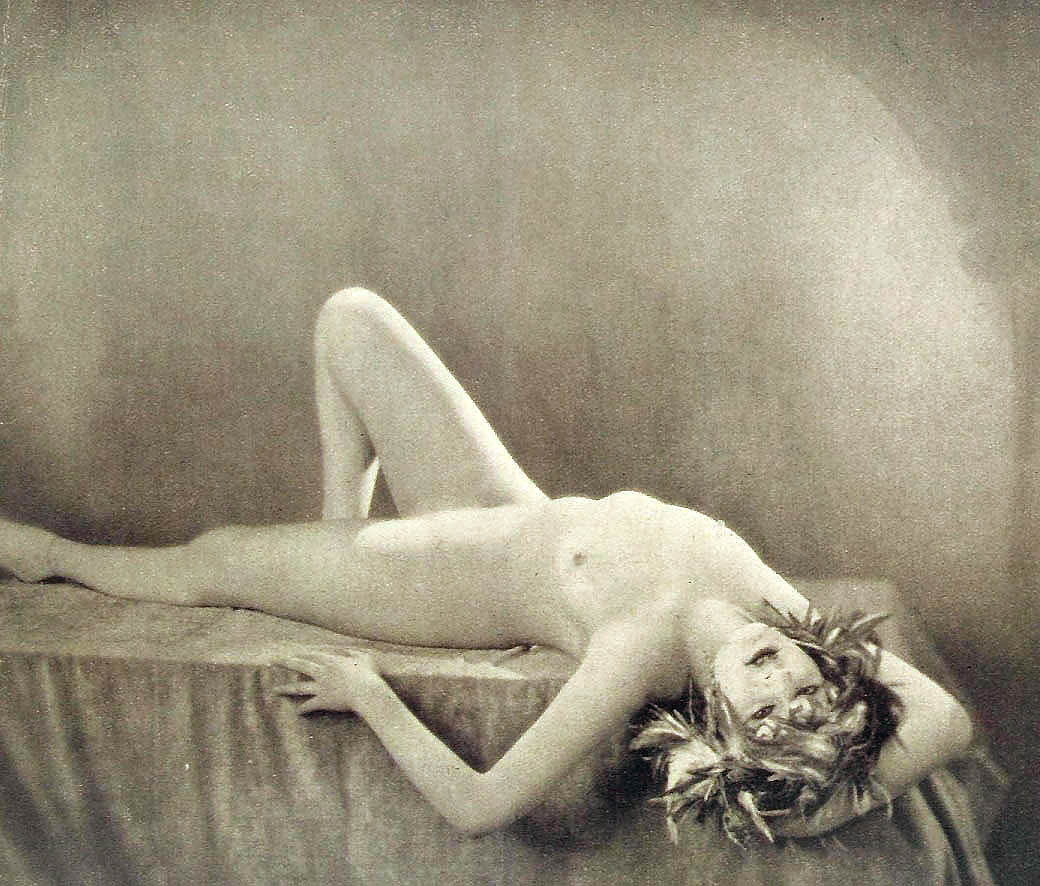
Com a Salomè, fotografiada per Alexander Binder (1921)

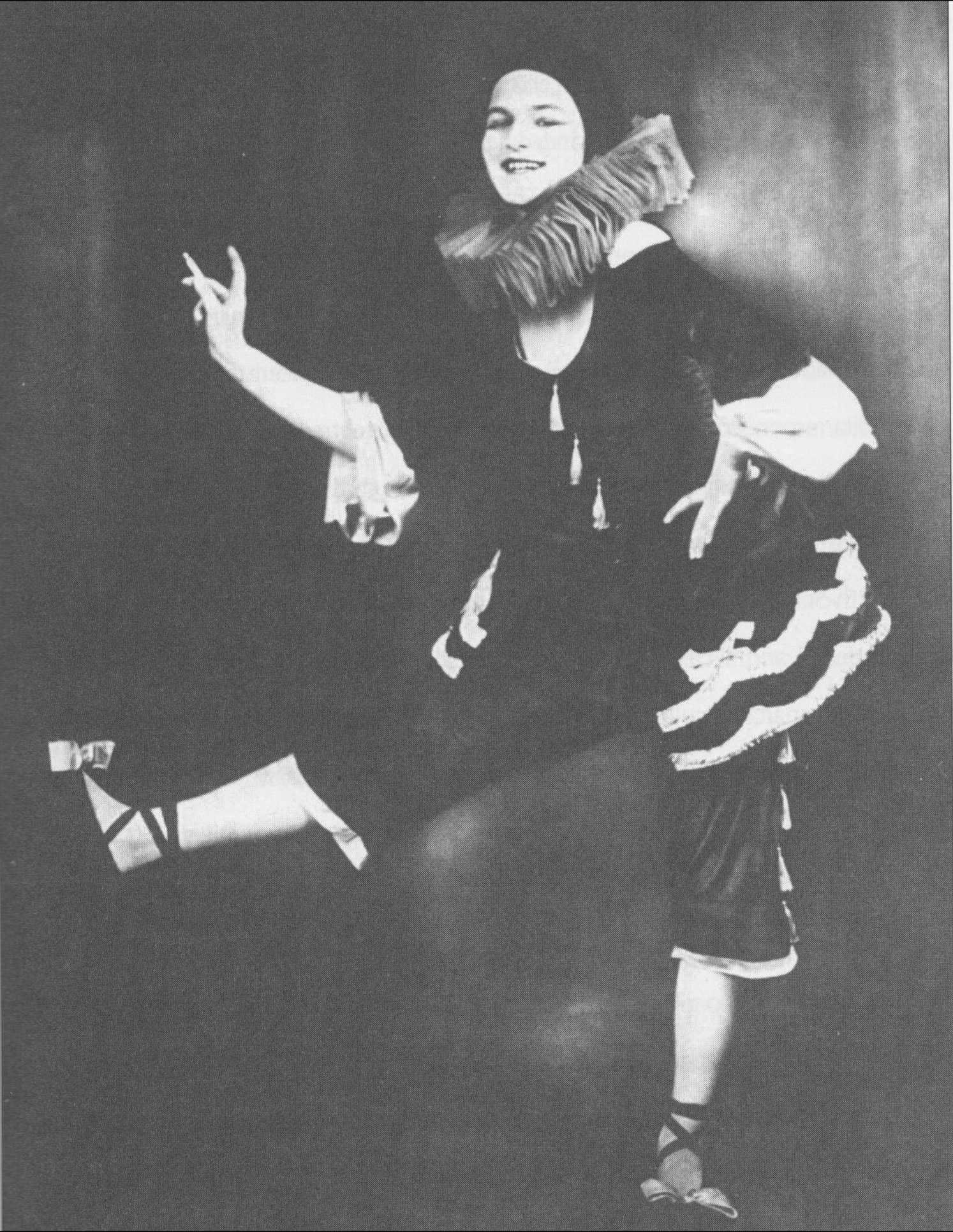
Anita Berber al 1917

Karl Toepfer sosté que ningú d'aquesta època estava «més relacionat amb el ball de nu que Anita Berber». Un contemporàni de Berber, el coreògraf Joe Jencik, va descriure com:
| « | <El públic mai va apreciar l'expressió artística d'Anita, només les seves transgressions públiques en què va traspassar la línia intocable entre l'escenari i el públic... Va sacrificar la seva persona per a una auto-vivisecció de la seva vida.> | » |

## Addiccions
La manifesta addicció a les drogues i la bisexualitat de Berber eren objecte de xafarderies públiques. A més de la seva addicció a la cocaïna, l'opi i la morfina, una de les formes preferides d'embriaguesa dels Berbers era el cloroform i l'èter barrejats en un bol. Anita Berber també era alcohòlica. El 1928, als 29 anys, de sobte va deixar completament l'alcohol, però va morir més tard el mateix any. Segons Mel Gordon, a The Seven Addictions and Five Professions of Anita Berber: Weimar Berlin's Priestess of Debauchery, se li havia diagnosticat una tuberculosi greu mentre actuava a l'estranger. Després d'un col·lapse a Damasc, va tornar a Alemanya i va morir en un hospital de Kreuzberg el 10 de novembre de 1928, tot i que es va dir que havia mort envoltada de xeringues buides de morfina. Berber va ser enterrada a la tomba d'un captaire al cementiri de Sant Tomàs de Neukölln.

## Matrimonis

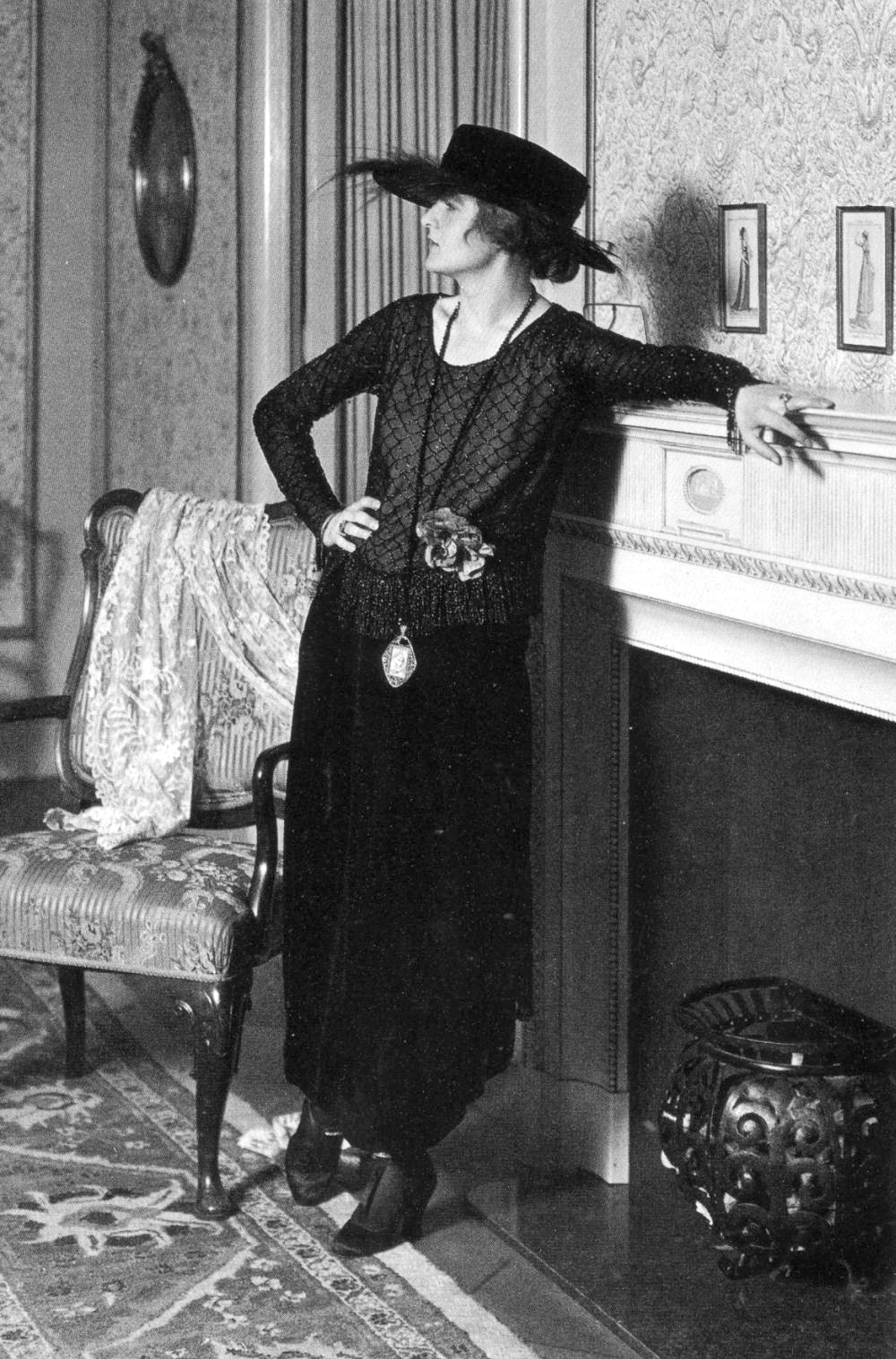
Al 1918, a casa seva, a Berlín

Va ser amant de Marlene Dietrich i Lya De Putti, model pictòrica d'Otto Dix, de qui era amiga, i mentora de Leni Riefenstahl.
Va passar per diversos matrimonisː al 1919, Anita Berber va celebrar un matrimoni de conveniència amb un home de cognom Nathusius. Més tard el va deixar per tal de mantenir una relació amb una dona anomenada Susi Wanowski, i va passar a formar part de l'escena lesbiana de Berlín.
El segon matrimoni d'Anita Berber, el 1922, va ser amb Sebastian Droste, que també en va ser el promotor. Això va durar fins al 1923. El 1925 es va casar amb un ballarí gai americà anomenat Henri Châtin Hofmann. Van iniciar una gira per Europa que acabava a Zagreb després que la Berber fos arrestada per insultar el rei. Després que Hofmann aconseguís la seva llibertat, van continuar viatjant pel Mediterrani i l'Orient Mitjà.

## Redescoberta
La cantant alemanya Nina Hagen i el dissenyador Karl Lagerfeld la van treure de l'oblit i el cineasta Rosa von Praunheim, que li va dedicar la seva pel·lícula del 1987 Anita - Tänze des Lasters (Anita - Danses del vici) centrada en la seva vida. La banda Death in Vegas va posar el seu nom a una cançó de l'àlbum Satan's Circus.

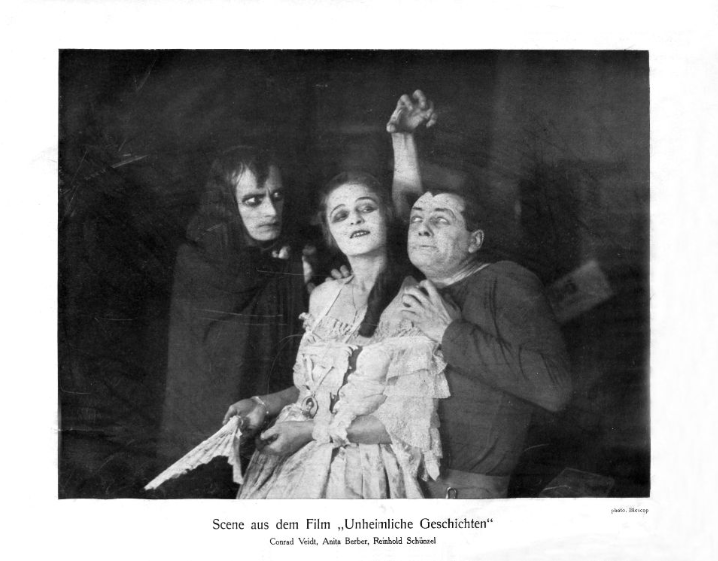
Escena del film Unheimliche Geschichten (1919)

## Llibre
Berber i el seu marit Droste van col·laborar en un llibre titulat Dances de vici, terror i èxtasi el 1923. Se'n van publicar al voltant de 1.000 exemplars i fins i tot la destacada artista Hannah Höch en tenia un.

## Filmografia seleccionada
- Das Dreimäderlhaus (1918)
- Dida Ibsens Geschichte (1918)
- Prostitution (1919)
- Unheimliche Geschichten (1919)
- Die Reise um die Erde in 80 Tagen (1919)
- Anders als die Andern (1919)
- Yoshiwara, die Liebesstadt der Japaner (1920)
- Der Graf von Cagliostro (1920)
- Nachtgestalten (1920)
- Der Schädel der Pharaonentochter (1920)
- Der Falschspieler (1920)
- Die Nacht der Mary Murton (1921)
- Verfehltes Leben (1921)
- Die Goldene Pest (1921)
- Lucifer (1921)
- Dr. Mabuse, der Spieler (1921)
- Im Kampf mit dem Unsichtbaren Feind (1921)
- Lucrezia Borgia (1922)
- Schminke (1922)
- Die vom Zirkus (1922)
- Wien, du Stadt der Lieder (1922)
- Die drei Marien und der Herr von Marana (1923)
- Irrlichter der Tiefe (1923)
- Ein Walzer von Strauß (1925)